# Kramer KL 200
Der Kramer KL 200 ist ein Schlepper mit Hinterachsantrieb und luftgekühltem Motor, der zwischen 1958 und 1961 von Kramer in zwei Ausführungen produziert wurde. Die erste Ausführung erschien im Mai 1958 und blieb bis April 1960 in Fertigung. Innerhalb dieses Zeitraums wurden 2570 Exemplare hergestellt. Im April 1960 kam eine geringfügig verbesserte Neuauflage auf den Markt. Am auffälligsten war die geänderte Motorhaube. Motor, Getriebe und Ausrüstung hatten sich bewährt und blieben unverändert. Beide Auflagen waren außer in Normalversion auch als Schmalspurversion lieferbar.

## Technik und Ausstattung
Der 2-Zylinder-Deutz-Dieselmotor vom Typ F2L 712 hat 1700 cm³ Hubraum und ist auf 18 PS (13,2 kW) gedrosselt. Die Kraft wird bei beiden Ausführungen über das hauseigene Gruppengetriebe der Baugruppe I mit Kriechgängen übertragen. Insgesamt hat der KL 200 10 Vorwärts- und 2 Rückwärtsgänge. Die Höchstgeschwindigkeit liegt bei 20 km/h.